# Verraten und verkauft – Die Sklavenschule der Baronin
Verraten und verkauft – Die Sklavenschule der Baronin (Originaltitel: Bound Tears) ist ein kanadisch-tschechischer Sexploitationfilm aus dem Jahr 2006. Er zählt zur Bound Heat-Reihe des Filmproduzenten Lloyd A. Simandl.

## Handlung
Bei einer heimlichen Auktion in einer Lagerhalle werden mehrere junge Frauen als Sexsklavinnen an interessierte Kunden zu hohen Preisen verkauft. Die hübsche Kathy wechselt für 35.000, Maria für 30.000 US-Dollar den Besitzer. Organisiert wird die Auktion von einer Baronin.
Ein kalter Wintertag. Die beiden jungen Touristinnen Chloe und Eva fahren per Anhalter durch das Land und geraten dabei in eine nicht-uniformierte Polizeikontrolle, die in Evas Tasche Drogen findet. Die beiden Frauen nehmen Reißaus, werden jedoch von den beiden Polizisten – bei denen es sich in Wahrheit um zwei Kriminelle handelt, die für die Baronin arbeiten – in eine Falle gelockt. Die Baronin gibt sich gegenüber den Mädchen als Helferin aus und bietet ihnen an, zusammen mit drei anderen Mädchen bei ihr Zuflucht zu suchen. Die Baronin erpresst die Frauen für „ihren Unterhalt zu sorgen“ und unter dem Anwesen in einer Mine nach Edelsteinen zu suchen und sexuell mit der Baronin zu verkehren, andernfalls wird sie die Mädchen an die vermeintlich echte Polizei ausliefern. Die Mädchen beugen sich, kommen aber bald dahinter, dass die Baronin mit der Polizei zusammenarbeitet. Als Chloe und Eva einen Edelstein stehlen und dabei erwischt werden, werden sie von der Baronin ausgepeitscht.
Schließlich bereitet die Baronin die Mädchen für eine neue Sklavenauktion vor. Die Mädchen präsentieren sich den Kunden und werden nacheinander für Preise von 30.000 bis 40.000 US-Dollar verkauft.